# 東南角 (塔斯馬尼亞島)
东南角（英語：South East Cape）是澳大利亚塔斯马尼亚島最南端的海角，屬於世界遗产塔斯马尼亚荒野的一部分，位於塔斯马尼亚州霍巴特西南约94公里(58英里)。该海角也是塔斯马尼亚南部海岸线的一个参考点。 附近有大量船隻经过，许多船只在海角附近失事或搁浅。